# きのくに21
『きのくに21』（きのくににじゅういち）は、テレビ和歌山で1990年（平成2年）4月から放送されている和歌山県の広報番組である。ハイビジョン制作。手話放送を実施。

## 出演者

### 歴代キャスター
- 松田青華[3]
- 波江野陽子[4]
- 三宅道子[5]
- 脇屋香名子[6]

### 歴代アシスタント
- 中西美佳[7]
- 藤井郁子[4]
- 三浦希美[6]

### リポーター
- 川口友子[6]
- 大久保ともゆき[6]
- 長友理恵[8]
- 佐藤遼香
- 森崎瞳

### ナレーター
- 秀平真由美[9]

## コーナー
- 紀になる人（第1週のみ）
- 新ふるさと発見（第2週・第3週）
- 県政最前線（第2週・第3週）
- スペシャル（最終週のみ）

## 放送局
| 放送対象地域 | 放送局       | 系列   | 放送日時           | 備考                                                            |
| ------------ | ------------ | ------ | ------------------ | --------------------------------------------------------------- |
| 和歌山県     | テレビ和歌山 | 独立局 | 日曜 9:30 - 10:00  | 製作局 再放送あり                                               |
| 日本全域     | スカイ・エー | CS放送 | 金曜 14:30 - 15:30 | 『ふるさとプラザ』と『京のまち』（KBS京都製作）とのセットで放送 |